# Abborrtjärnen (Bjurholms socken, Ångermanland, 709647-165382)
Abborrtjärnen är en sjö i Bjurholms kommun i Ångermanland och ingår i Öreälvens huvudavrinningsområde.